# Коси (Могилів-Подільський район)
Коси —  село в Україні, у Чернівецькій селищній громаді Могилів-Подільського району Вінницької області. Населення становить 90 осіб.

## Розташування, етимологія
Розкинулося на лівому схилі долини річки Лозової. Схил досить крутий (в народі кажуть косий), можливо, і звідси походить назва Коси, село на косому схилі.За іншою версією:
- Коси (пол. Kosy) — родовий герб, який належав польським та українським шляхетським родинам

## Історія
Перші відомості про село датуються серединою 16 століття.
- Йоанна Замойська — донька власника села — вийшла за Конєцпольського, село було її віном
- Князь Єжи Александр Любомирський — власник села — в 1728 році надав його для забезпечення костелу св. Миколая в містечку Чернівці.[1]
- 7 (20) листопада 1917 року, відповідно до Третього Універсалу Української Центральної Ради, увійшло до складу Української Народної Республіки[2].
- 12 червня 2020 року, відповідно до Розпорядження Кабінету Міністрів України № 707-р «Про визначення адміністративних центрів та затвердження територій територіальних громад Вінницької області», увійшло до складу Чернівецької селищної громади[3].
- 19 липня 2020 року, в результаті адміністративно-територіальної реформи та ліквідації Чернівецького району, село увійшло до складу новоутвореного Могилів-Подільського району[4].

## Сучасність
В селі є клуб, бібліотека, православна церква. До 2013 року в селі була початкова школа, у якій навчалося 3 учні.

## Відомі люди

### Народились
- Анатолій Петрович Павлов (1954 р. н.) — генерал, кандидат юридичних наук
- Владислав Бурдейний — кандидат історичних наук.